# Granatstrube
Granatstrube (latin: Eulampis jugularis) er en kolibriart, der lever på de Små Antiller.